# Sahnaja
Sahnaja (arab. صحنايا) – miasto w Syrii w muhafazie Damaszek. W 2004 roku miasto liczyło 13 993 mieszkańców.